# Candace Parker
Candace Nicole Parker (St. Louis, Missouri, 19 de abril de 1986), é uma ex-basquetebolista profissional norte-americana, ela foi a escolha numero 1° do draft da WNBA (Women's National Basketball Association) em 2008, e foi a única jogadora na história a ser caloura do ano e MVP na mesma temporada. 